# Pontania
Pontania is een geslacht van vliesvleugelige insecten uit de familie van de bladwespen (Tenthredinidae).

## Soorten
- Pontania acutifoliae Zinovjev, 1985
- Pontania aestiva (C. G. Thomson, 1862)
- Pontania algida Benson, 1941
- Pontania arbusculae Benson, 1941
- Pontania arcticornis Konow, 1904
- Pontania bella (Zaddach, 1876) (Geoorde wilgbladwesp)
- Pontania breviserratae Kopelke, 1989
- Pontania bridgmanii (Cameron, 1883) (Grauwe wilgblaasbladwesp)
- Pontania collactanea (Forster, 1854) (Kruipwilgbladwesp)
- Pontania dolichura (C.G. Thomson, 1871)
- Pontania elaeagnocola Kopelke, 1994
- Pontania foetidae Kopelke, 1989
- Pontania gallarum (Hartig, 1837) (Boswilgbladwesp)
- Pontania glabrifrons Benson, 1960
- Pontania glaucae Kopelke, 1994
- Pontania hastatae Vikberg, 1970
- Pontania helveticae Kopelke, 1986
- Pontania herbaceae (Cameron, 1876)
- Pontania joergenseni Enslin, 1916
- Pontania kriechbaumeri Konow, 1901 (Kriechbaumers bladwesp)
- Pontania lapponica Malaise, 1920
- Pontania lapponicola Kopelke, 1994
- Pontania maculosa Kopelke, 1989
- Pontania montivaga Kopelke, 1991
- Pontania myrsiniticola Kopelke, 1991
- Pontania myrtilloidica Kopelke, 1991
- Pontania nigricantis Kopelke, 1986
- Pontania nivalis Vikberg, 1970
- Pontania nudipectus Vikberg, 1965
- Pontania pedunculi (Hartig, 1837) (Grauwe wilgbladwesp)
- Pontania polaris Malaise, 1920
- Pontania proxima (Serville, 1823) (Blaasgalbladwesp)
- Pontania purpureae (Cameron, 1884)
- Pontania pustulator Forsius, 1923
- Pontania reticulatae Malaise, 1920
- Pontania retusae Benson, 1960
- Pontania samolad Malaise, 1920
- Pontania triandrae Benson, 1941 (Amandelwilgblaasbladwesp)
- Pontania tuberculata (Benson, 1953)
- Pontania varia Kopelke, 1991
- Pontania vesicator (Bremi-Wolf, 1849) (Bittere wilgblaasbladwesp)
- Pontania viminalis (Linnaeus, 1758) (Katwilgbladwesp)
- Pontania virilis Zirngiebl, 1955 (Wilgenworstjesbladwesp)